# Saint-Gobain
Pour les articles homonymes, voir Saint-Gobain (homonymie).

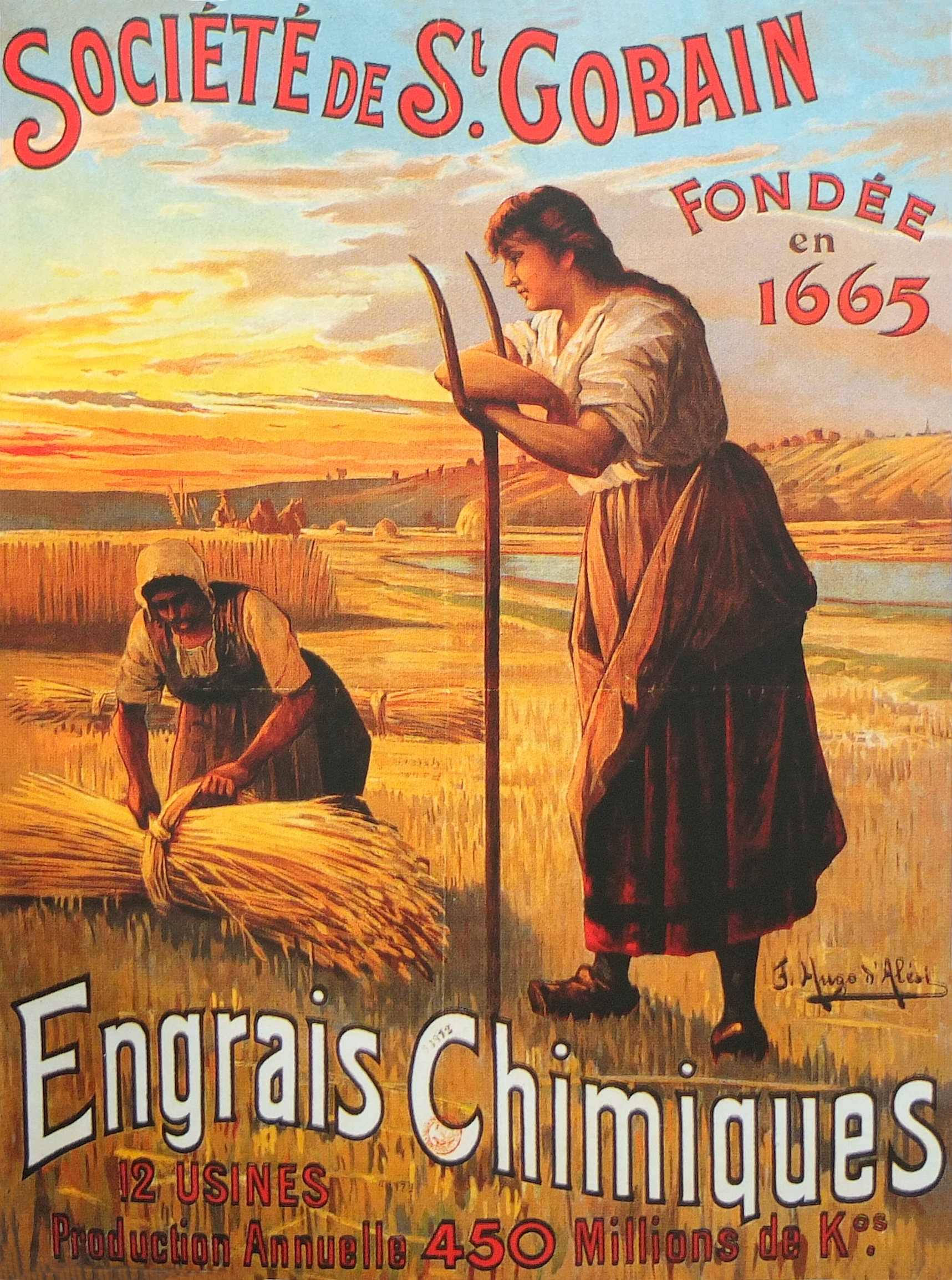
Affiche par Hugo d'Alesi pour les engrais produits par Saint-Gobain.

Saint-Gobain est une entreprise française spécialisée dans la production, la transformation et distribution de matériaux.
Fondée en 1665 par Jean-Baptiste Colbert (1619-1683) sous le nom de Manufacture royale des glaces, l'entreprise est présente dans 76 pays et emploie en 2021 près de 166 000 personnes. Depuis 2019, le siège social de l’entreprise se trouve à La Défense, 12 place de l’Iris, dans la commune de Courbevoie (92400).

## Historique
Le roi Henri II installe une verrerie à Saint-Germain-en-Laye près du château, dans une maison située à l'angle des actuelles rues Henri IV et Saint-Louis, sur une partie de la caserne Grammont, qu'il donne à l'italien Thesco Mutio, avec privilège de produire pour tout le royaume du verre Venise, c'est-à-dire du miroir ; en 1558 il le naturalise, l'anoblit avec ses enfants, et l'agrège à la communauté des gentilshommes verriers. La verrerie royale de Saint-Germain est toujours en activité en 1672 et 1776 et donne son nom à la rue de la Verrerie, devenue rue Saint-Louis.

### De Louis XIV à l'après-guerre

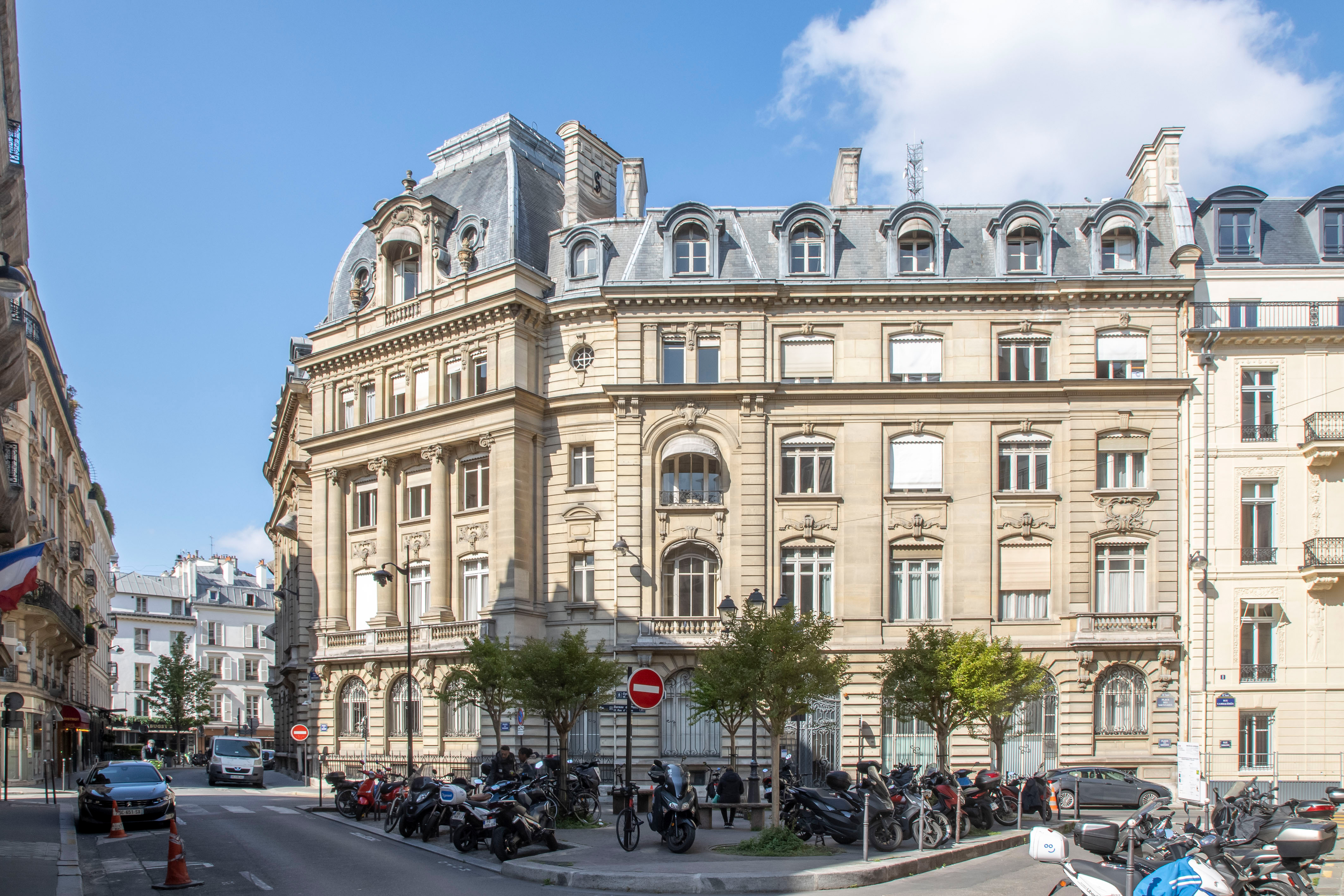
Ancien siège de l'entreprise, situé 1 place des Saussaies à Paris.

La Manufacture royale de glaces de miroirs de Saint-Gobain est créée en 1665 sous le règne de Louis XIV par son ministre des finances Jean-Baptiste Colbert, afin de donner à la France une dépendance moindre aux productions de verre vénitiennes.
Entre 1678 et 1684, la compagnie participe à la construction de la galerie des Glaces du château de Versailles. En 1693, elle s'établit en Picardie à Saint-Gobain (aujourd'hui dans le département de l'Aisne), sur le site de l'ancien château médiéval. Cette implantation est motivée par le besoin de conserver le secret industriel, mais plus encore par les besoins en bois énergie. En effet, dans les années 1770, la glacerie est l'établissement industriel qui consomme le plus de bois en France (près de 30 000 stères par an). Ces besoins considérables conduisent à un véritable façonnement des paysages forestiers, gérés presque exclusivement pour répondre à la demande industrielle.
Pierre François Geoffrin est l'un des dirigeants de la Manufacture royale de glaces de miroirs au XVIIIe siècle, et son épouse et sa fille en deviendront actionnaires à son décès. La célèbre Madame Geoffrin utilisera son salon littéraire connu dans toute l'Europe, et sa fille, Marie-Thérèse de La Ferté-Imbault, sa position à Versailles à la cour de Louis XV, pour obtenir le renouvellement des privilèges de la Manufacture. Ces privilèges disparaîtront à la Révolution.
La Manufacture passe la révolution industrielle en se dotant d'une fabrique de soude artificielle en 1806. Elle change de statut en 1830, pour devenir une société anonyme. En 1858, elle fusionne avec les Manufactures de glaces et verres de Saint-Quirin, Cirey et Monthermé de la famille Guaita (Chevandier de Valdrome, Roederer, Guaita). En 1866, la Société des Manufactures des glaces et produits chimiques de Saint-Gobain, Chauny et Cirey acquiert la fabrique d’acide sulfurique de John Frédéric Boyd située rue du Landy à Aubervilliers. En 1872, elle fusionne avec la Société Perret et fils, pour exploiter de la pyrite de fer, nécessaire à l'élaboration de la soude blanche.
En 1913, c'est, avec Schneider, l'une des deux entreprises industrielles figurant au palmarès des vingt premières capitalisations françaises. En 1936, Saint-Gobain devient la huitième capitalisation boursière française, après la montée en puissance des sociétés industrielles françaises à la Bourse.
Saint-Gobain fonde, en 1924, avec les Papeteries Navarre, la Société de la Cellulose du pin dont la papeterie se situe à Facture, commune de Biganos (Gironde). Saint-Gobain, recentre ses activités en revendant sa branche papeterie en 1994 au groupe Smurfit.
En 1952, Saint-Gobain crée à Courbevoie à la demande du CEA, un service d'étude et développement pour le retraitement des combustibles nucléaires appelé « Service plutonium » fin 1954, qui est filialisé le 1er janvier 1961 sous le nom « Saint-Gobain Nucléaire » (SGN) et détenant 85 % du capital (la Société de produits chimiques et de raffineries de Berre et la société Quartz et silices détenaient les autres 15 %).

### Années 1960 à 2000
Malgré un chiffre d'affaires toujours favorable, les années 1960 sont difficiles pour Saint-Gobain, du fait des marges bénéficiaires qui s'affaiblissent, du taux d'endettement qui s'accroît, de l'actionnariat qui devient dispersé et d'une chute du cours de l'action de 86 % entre 1960 et 1967.
C'est dans ce contexte qu'en décembre 1968 Boussois-Souchon-Neuvesel (BSN) lance sur l'entreprise une OPA,, qui échoue, la laissant exsangue et à court de disponibilités. La société Pont-à-Mousson SA compte, à ce moment-là, d'importantes disponibilités et une prestance dans le secteur de la sidérurgie (leader mondial du tuyau en fonte), qui lui confèrent le poids rendant possible une fusion avec Saint-Gobain. Celle-ci se prépare durant toute l'année 1969 et est effective en juin 1970. Cette fusion, fortement encouragée par le gouvernement de Georges Pompidou[réf. souhaitée], donne naissance à un groupe d'envergure mondiale. Si, au départ, Pont-à-Mousson avait plus de poids dans le groupe — c'est le PDG de Pont-à-Mousson (Roger Martin) qui dirigea Saint-Gobain durant les 10 premières années après la fusion et la réforma de fond en comble — la situation s'est inversée depuis et Saint-Gobain PAM (nouveau nom de la filiale Pont-à-Mousson) n'est plus qu'une filiale entre d'innombrables autres du groupe Saint-Gobain. Le seul signe encore apparent de la fusion est la présence du pont, symbole de Pont-à-Mousson, dans son logo.

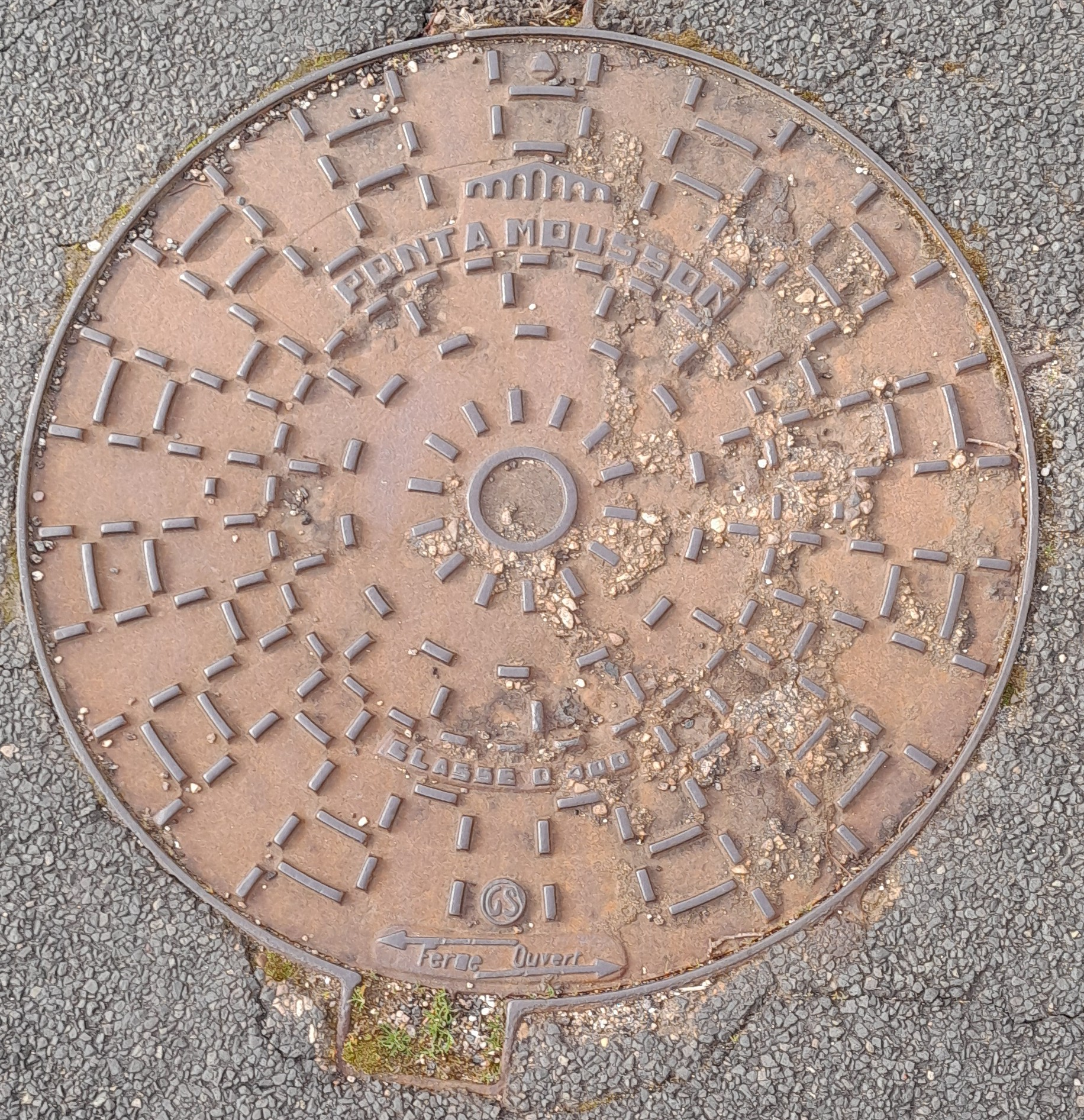
Plaque d'égout des aciéries de Pont-à-Mousson (PONT A MOUSSON)
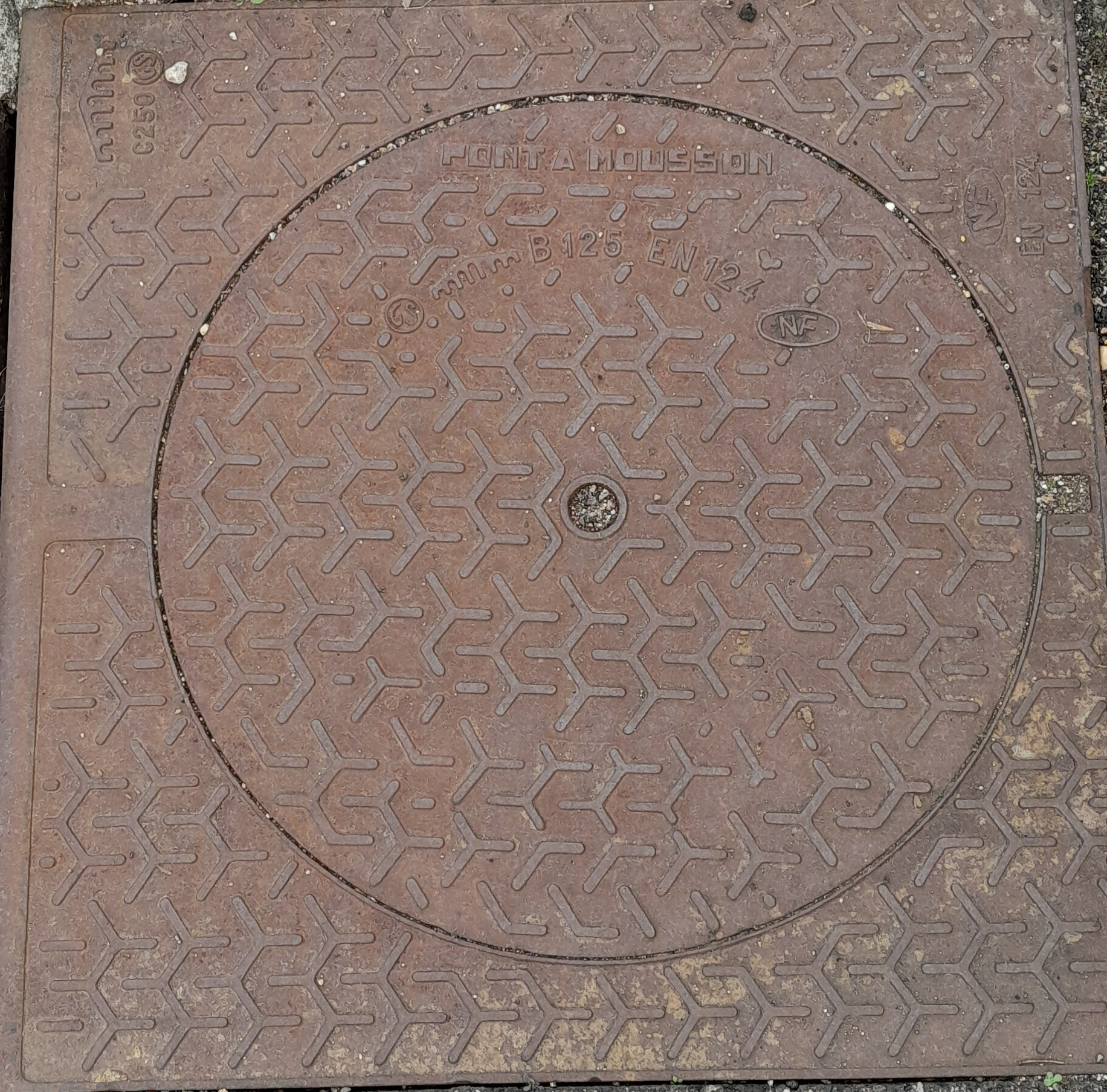
Plaque d'égout des aciéries de Pont-à-Mousson (PONT A MOUSSON)
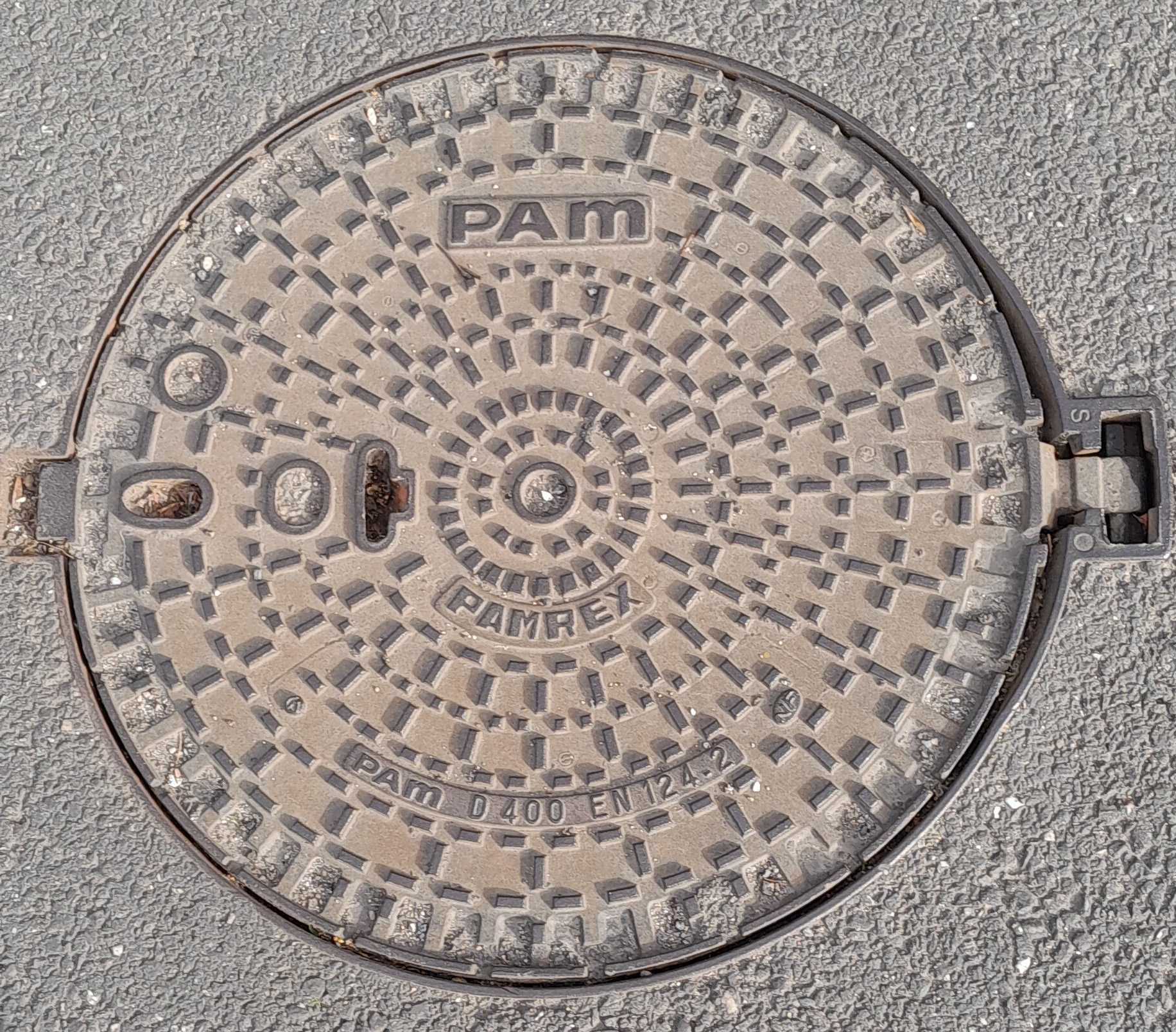
Plaque d'égout des aciéries de Pont-à-Mousson (PAM)

En 1977, Saint-Gobain vend à la COGEMA, filiale à 100 % du CEA Industrie, 60 % des actions de la SGN, avec pour objectif la construction des futures usines de la Hague, et dont la nouvelle raison sociale devient Société générale pour les techniques Nouvelles.
Le groupe est nationalisé en 1982 par le gouvernement Mauroy. Il est à nouveau privatisé en 1986.

### À partir des années 2000
Les activités de fabrication de conditionnement, principalement en verre, pour l'agroalimentaire, les boissons, la parfumerie prennent le nom de Verallia depuis 2010. Cette branche représentait fin 2009 15 000 salariés, 25 milliards de bouteilles et de pots fabriqués, 59 usines et six centres techniques et de R&D. Le groupe tente depuis 2011 de se recentrer sur les métiers de l'habitat et veut donc se séparer de sa branche conditionnement en faisant entrer Verallia en bourse. Le marché n'ayant pas été propice depuis, cette entrée en bourse ne s'est pas encore faite.
À la mi-2014, Saint-Gobain vend les activités en Amérique du Nord de Verallia pour 1,5 milliard d'euros à Ardagh.

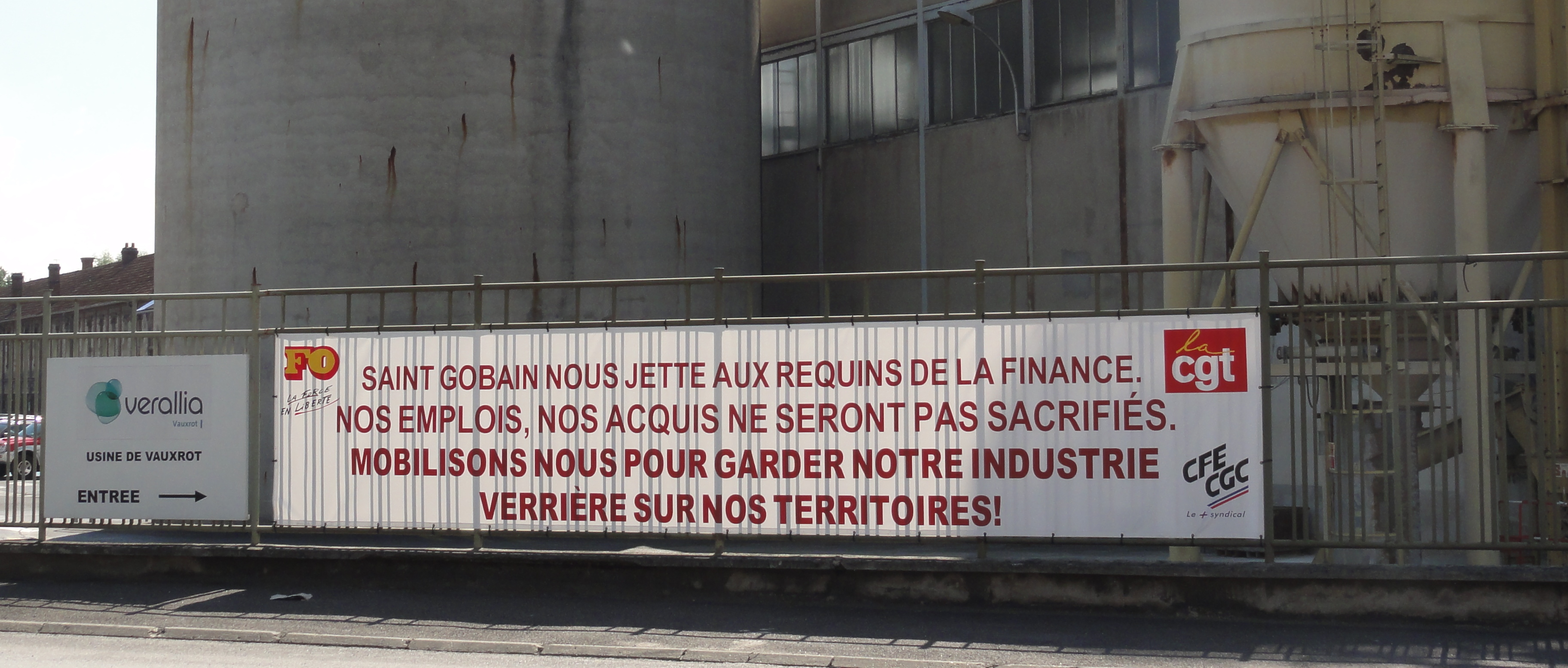
Panneau de protestation contre la vente de la verrerie de Vauxrot à Cuffies (Verallia), en juin 2015.

En juin 2014, Saint-Gobain annonce l'acquisition de Phoenix Coating Resources, qui fabrique de la céramique pour l'aéronautique, qu'elle intégrera à sa division Matériaux Céramiques. Cette acquisition permet au groupe de se renforcer dans l'aéronautique, et de devenir fournisseur du moteur LEAP de CFM International.
Le 8 décembre 2014, l'entreprise annonce la prise de contrôle du suisse Sika (leader des produits chimiques destinés à la construction) grâce à l'achat d'un holding détenant 16,1 % du capital et 52,4 % des droits de vote de l'industriel. En mai 2018, Saint-Gobain signe un accord complexe avec Sika, mettant fin à leur conflit liée à cette tentative d'acquisition. À la suite de cet accord, Saint-Gobain acquiert une participation de 17 % dans Sika.
En juin 2015, Saint-Gobain annonce la vente de sa filiale Verallia, qui fabrique des emballages en verre, au fonds d'investissement Apollo Global Management pour 2,95 milliards d'euros,. À compter d'octobre 2015, les filiales d’Apollo Global Management et BPI France détiennent respectivement 90 % et 10 % du capital de Verallia. En juillet 2015, Saint-Gobain acquiert les 49 % qu'il ne détenait pas dans Cipta Mortar Utama, entreprise indonésienne de petite taille spécialisée dans les mortiers.
En octobre 2016, Saint-Gobain annonce l'acquisition de E-Mix, entreprise singapourienne spécialisée dans les mortiers, pour 104 millions d'euros. En décembre 2016, Saint-Gobain annonce avoir acquis 100 % du capital de la société roumaine Pietta Glass Working, spécialisée dans la transformation verrière.
Le 27 juin 2017, Saint-Gobain ainsi que son ex-filiale Verallia ont été touchés par une attaque informatique majeure. Le 19 décembre 2017, Saint-Gobain annonce qu'elle va racheter le norvégien Per Strand.
En février 2020, Saint-Gobain finalise l'acquisition de Continental Building Products, une entreprise américaine spécialisée dans le plâtre, pour 1,4 milliard de dollars.
Début décembre 2019, Saint-Gobain annonce doubler sa production de laine de verre pour répondre à une forte demande en termes d'isolation. Une nouvelle ligne de fabrication est ainsi inaugurée à Chemillé, en Maine-et-Loire. Saint-Gobain a consenti un investissement de 35 millions d'euros après avoir dû importer de la laine de verre l'année précédente en raison d'une trop forte demande, particulièrement dans l'ouest de la France.
Fin mai 2020, Saint-Gobain revend les parts qu'elle possède au sein de l'entreprise suisse Sika pour une valeur totale estimée à 2,55 milliards d'euros.
En mai 2021, Saint-Gobain rachète l'entreprise Panofrance au groupe Chausson. Fin mai 2021, Saint-Gobain acquiert pour 1,02 milliard d'euros l'un des leaders mondiaux de la chimie de construction, le Français Chryso, spécialiste des additifs pour ciments et bétons. En décembre 2021, Saint-Gobain annonce l'acquisition pour 2,3 milliards de dollars de GCP Applied Technologies, une entreprise américaine spécialisée également dans les additifs,,. Dans le même temps, elle cède ses activités de transformation de verre au Danemark. Il s'agit de plusieurs sites employant environ 160 personnes pour un chiffre d'affaires évalué à trente millions d'euros en 2020. En mai 2022, Saint-Gobain annonce l'acquisition de Kaycan, une entreprise canadienne, pour 928 millions d'euros.
Début septembre 2022, Saint-Gobain annonce plusieurs cessions: le groupe va ainsi se séparer de son activité cristaux et détecteurs et entre en négociations exclusives avec deux fonds américains, SK Capital Partners et Edgewater Capital Partners qui ont formulé une offre de 214 millions de dollars. Par ailleurs, plusieurs sites de transformation verrière situés dans le Nord de la France sont cédés à des investisseurs privés portés par d'anciens manageurs du groupe.
En juin 2023, Le fabricant annonce avoir fait l’acquisition de Building Products of Canada, afin de se developper dans le secteur de la construction durable au Canada.
En janvier 2024, Saint-Gobain annonce l’acquisition de l’entreprise tchèque Glass Service, spécialisée dans les systèmes de contrôle et de modélisation de l’efficacité énergétique des fours à verre. Ce rachat s’inscrit dans le cadre de l’initiative “Grow & Impact” de Saint-Gobain pour réduire ses émissions de CO2 et accélérer la décarbonation de ses activités. En avril 2024, Saint-Gobain annonce l'acquisition de Bailey, une entreprise canadienne spécialisée dans les ossatures en métal pour 600 millions d'euros.

## Domaines d'activité et produits

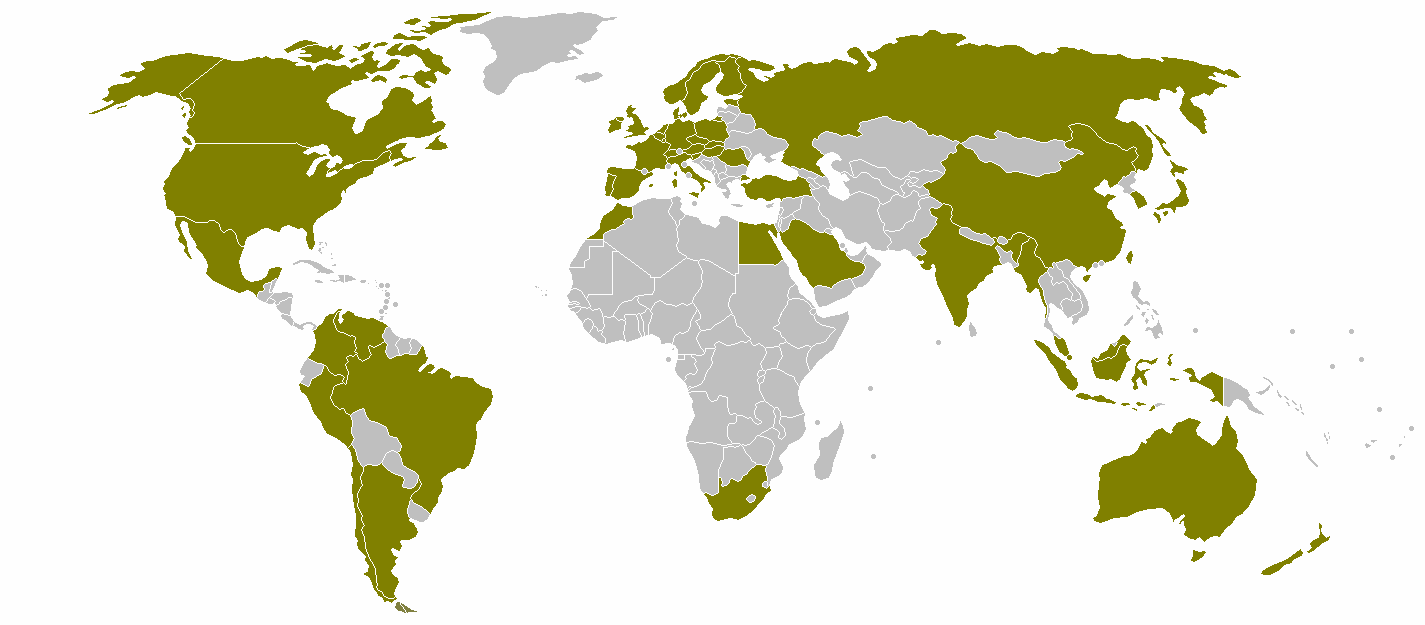
Cartes des pays où sont implantés les sites de production Saint-Gobain dans le monde.

L’organisation de Saint-Gobain reposait jusqu’à fin 2018 sur un système matriciel, avec trois Pôles d’activité (Matériaux Innovants, Produits pour la Construction, Distribution Bâtiment) et 14 Délégations Générales coordonnant les actions du Groupe et le représentant dans ses différents pays d’implantation. Avec le plan « Transform & Grow » lancé le 1er janvier 2019, une nouvelle organisation a été mise en place plus proche des marchés avec l’objectif de servir au mieux les clients du Groupe et de leur proposer une offre élargie et plus intégrée.
Les activités au service des marchés régionaux (activités issues des anciens Pôles Distribution Bâtiment et Produits pour la Construction, Vitrage Bâtiment) sont désormais organisées par pays et consolidées en quatre Régions (Europe du Nord – 34 % du CA 2019) ; Europe du Sud (y compris France), Moyen-Orient, Afrique (31 % du CA 2019) ; Amériques (13 % du CA 2019) ; Asie-Pacifique (4 % du CA 2019).
Une entité Solutions de Haute Performance (18 % du CA 2019) regroupe les activités au service des marchés mondiaux (correspondant à l’ancien Pôle Matériaux Haute Performance ainsi que l’activité de Vitrage automobile). Il s’agit de produits et services à haute valeur unitaire pouvant être acheminés sur une longue distance. Trois BU sont organisées par marchés (Mobilité, Sciences de la Vie, Industrie de la Construction) et deux servent plus largement l’industrie (une BU Abrasifs et systèmes composites organisée par canaux de distribution et une BU Céramiques organisée autour de ses produits),.
Quelques exemples de produits :
- vitrage automobile, via sa filiale Saint-Gobain Sekurit (feuilleté et trempé) ;
- vitrage bâtiment, via sa filiale Saint-Gobain Glass ;
- isolation, notamment via sa filiale Isover (laine de verre et de roche, laine à souffler) ;
- plâtre et plaques de plâtre, via sa filiale Placoplatre en France, Gyproc en Angleterre, en Belgique et Scandinavie, Rigips en Allemagne ;
- laine et mousse de cultures pour le jardinage, via sa filiale Cultilène ;
- distribution de matériaux, via ses filiales Point.P, La Plateforme du Bâtiment, CEDEO en France, Jewson (en) en Angleterre, Dahl en Scandinavie, etc. ;
- produits pour la construction, dont les canalisations via la société Saint-Gobain PAM (canalisations en fonte ductile), les mortiers industriels et la chimie du bâtiment avec Weber-Boutin (mortiers, colles à carrelage et enduits de façade) ;
- les matériaux de toiture, couverture au travers de l'entreprise Asturienne de Saint-Gobain Distribution Bâtiment France depuis 1999 ;
- distribution de matériels du secteur sanitaire, du génie climatique et de la plomberie pour les professionnels du bâtiment au travers de l'entreprise Cedeo de Saint-Gobain Distribution Bâtiment France ;
- les solutions de haute performance : céramiques (SEPR), plastiques (SGPPL), cristaux (Saint Gobain Quartz), abrasifs (société Norton Abrasives aux États-Unis), textiles techniques à base de fibre de verre (Saint-Gobain Adfors).

Au titre des réalisations de l'entreprise, on peut notamment citer le revêtement de la pyramide du Louvre, l’aménagement du lycée Henri-IV ou le Grand Canyon Skywalk (une attraction touristique au-dessus du Colorado, plate-forme en verre à l'aplomb du Grand Canyon).

## Direction de l'entreprise

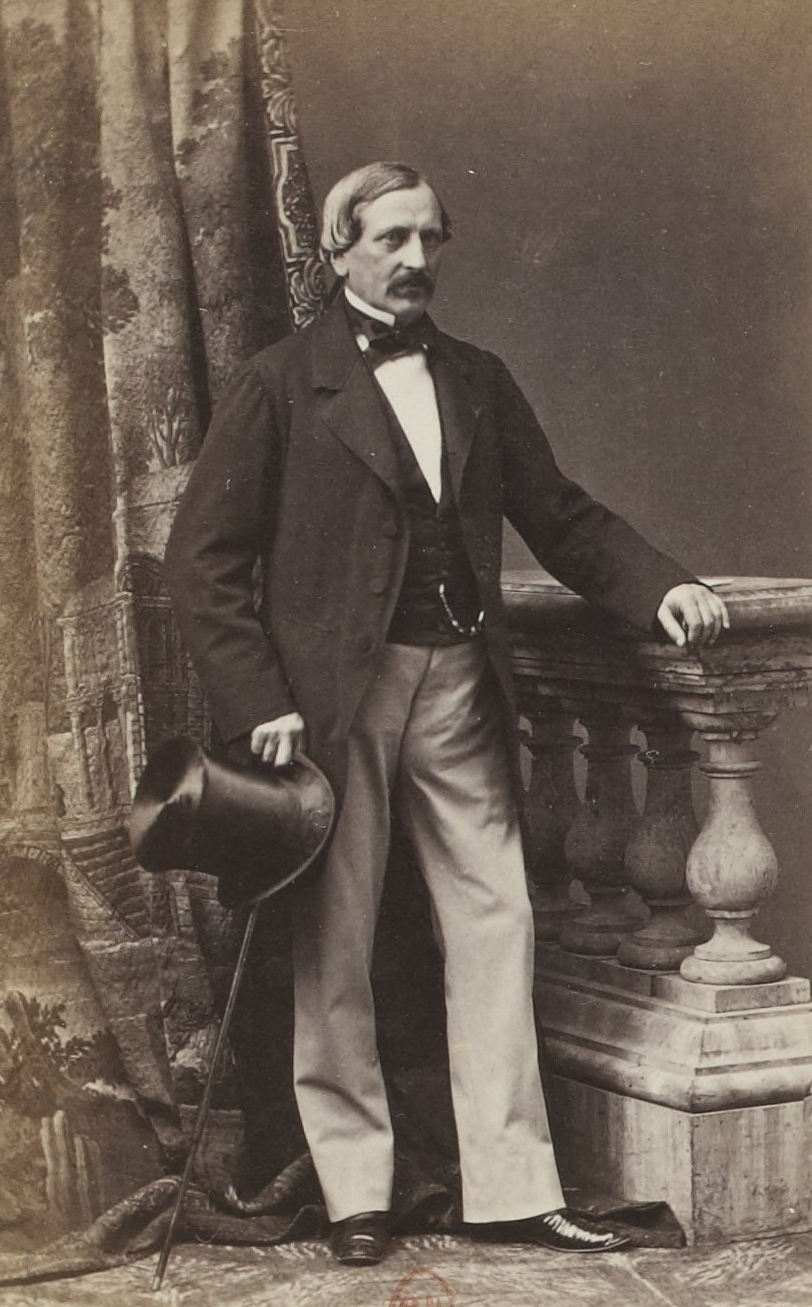
Eugène Chevandier de Valdrome, artisan en 1865 de la transformation de Saint-Gobain en véritable groupe industriel.

### Direction de l'entreprise Saint-Gobain
- Jean-Baptiste Secretain de La Pommeraye : 1695-1697
- Cacqueray de Sainte-Beuve : 1697-1702
- Claude Pinet des Fourneaux : 1702-1710
- Louis Lucas de Nehou : 1710-1728 (mort à Saint-Gobain)
- François de Nerville : 1728-1733 (mort à Saint-Gobain)
- Louis Geoffrin : 1733-1747
- de la Haye : 1747-1752
- Dessaux de Romilly : 1752-1755
- Paul Bosc d'Antic : 1755-1758
- Pierre Delaunay-Deslandes : 1758-1789
- Guillaume Dupuis de Saint-Julien : 1789-1805
- Claude Pajot des Charmes : 1805-1807
- Olympe Oury de Grandmaison : 1807-1816
- Benjamin Marie Tassaert : 1816-1833
- Jacques Achille Grillet de Serry : 1833-1834
- Jean François Henri de la Morinière : 1834-1836
- Édouard Lefebvre de Nailly : 1836-1846
- Joseph Louis Gay-Lussac : 1846-1850
- Alexandre Gérard : 1850-1852
- Hector Biver : 1852
- Antoine Pierre Hély d'Oissel : 1852-1866
- Albert de Broglie : 1866-1901
- Melchior de Vogüé : 1901-1916
- Victor Reille : 1916-1917
- Alphonse Gérard : 1917-1931
- Pierre Louis Roederer : 1931-1936
- Pierre Hély d'Oissel : 1936-1953
- Arnaud de Vogüé et Roger Lacharme: 1953-1969
- Roger Martin : 1970-1980

### Direction de l'entreprise Pont-à-Mousson
- Xavier Roger (? -1900)
- Camille Cavallier (1900-1926)
- Marcel Paul-Cavallier (1926-1946)
- André Grandpierre (1946-1964)
- Roger Martin (1964-1980)

### Direction de l'entreprise Saint-Gobain-Pont-à-Mousson
- Roger Fauroux : 1980-1986
- Jean-Louis Beffa : 1986-2007
- Pierre-André de Chalendar : juin 2007- juin 2021
- Benoit Bazin : depuis le 1er juillet 2021

## Données financières
| Années                  | 2016   | 2017   | 2018   | 2019   | 2020   | 2021   | 2023   | 2024   |
| ----------------------- | ------ | ------ | ------ | ------ | ------ | ------ | ------ | ------ |
| Chiffre d'affaires      | 39 093 | 40 810 | 41 774 | 42 573 | 38 128 | 44 160 | 47 944 | 46 571 |
| Résultat d'exploitation | 2 818  | 3 028  | 3 122  | 3 390  | 2 855  | 4 507  | 5 251  | 5 304  |
| Résultat net            | 1 311  | 1 566  | 420    | 1 406  | 456    | 2 521  |        |        |

## Actionnaires
Structure de l’actionnariat de la Compagnie de Saint-Gobain au 31 décembre 2021 par grandes catégories d’actionnaires :
| Autodétention                            | 0,4 %  |
| Individuels                              | 7,2 %  |
| Plan d’épargne du Groupe (salariés)      | 8,3 %  |
| Institutionnels France                   | 22,2 % |
| Institutionnels autres : Europe          | 31,5 % |
| Institutionnels autres : Amérique – Asie | 30,4 % |

En 2021, le retour aux actionnaires de Saint-Gobain a été de 1,2 milliard d'euros, en rachats d’actions et versement de dividendes.

## Sièges sociaux
La compagnie s’est fait construire successivement plusieurs sièges sociaux, à partir de 1905 :
- 1, place des Saussaies, Paris (1905 -1960)[55].
- 62, boulevard Victor-Hugo, Neuilly-sur-Seine (1960 - 1981).
- Les Miroirs, 18, avenue d’Alsace, Courbevoie (1981-2019)[56].
- Tour Saint-Gobain, Courbevoie (depuis 2019).

## Activité de lobbying

### Auprès des institutions de l'Union européenne
Compagnie de Saint-Gobain, Saint-Gobain Isover et Saint-Gobain Benelux sont inscrits depuis 2013, 2011, 2010 au registre de transparence des représentants d'intérêts auprès de la Commission européenne, et déclarent respectivement en 2017 pour cette activité des dépenses annuelles d'un montant inférieur à 300 000, 200 000 et 100 000 euros.

### En France
Pour l'année 2017, Compagnie de Saint-Gobain déclare à la Haute Autorité pour la transparence de la vie publique exercer des activités de lobbying en France pour un montant qui n'excède pas 25 000 euros.

### Auprès des institutions des États-Unis
L'entreprise déclare avoir exercé des activités de lobbying auprès des institutions des États-Unis pour un montant de 160 000 dollars en 2017.

## Recherche et développement
Le groupe possède huit centres de recherche et développement transversaux et une centaine d'unités de développement dans le monde, regroupant 3 700 chercheurs. L'entreprise a mis en place un réseau de collaborations universitaires avec l'université Harvard, l'université d'État de Moscou, l'École polytechnique, l'ESPCI ParisTech, l'École spéciale des travaux publics (ESTP Paris), l’université de technologie de Compiègne, l’Institut indien de technologie de Madras.
Le budget total de recherche et développement de Saint-Gobain s'élève à 450 millions d'euros.

## Condamnations
Le 12 novembre 2008, Saint-Gobain est condamnée par la Commission européenne à payer une amende de 896 millions d'euros pour entente illicite sur les prix du verre pour l'industrie automobile (de 1998 à 2003) avec trois de ses concurrents, en violation des règles de concurrence des traités européens. Son amende est majorée de 60 % pour récidive, car elle avait déjà été condamnée à deux reprises par la Commission, en 1984 et en 1988.
Le 3 juin 2019 la justice condamne Saint-Gobain à indemniser une centaine d'employés de l'usine de Thourotte dans l'Oise en raison de leur exposition à l'amiante. Une somme de 20 000 euros devra être remise à chaque employé ou ancien employé concerné par cette exposition,.